# Ibn Rustah
Ibn Rustah (ar) ابن رسته (Ahmad Ibn Omar Abou Ali, en arabe أحمد بن عمر، أبو علي ابن رسته) était un explorateur et géographe perse né au IXe siècle dans le district de Rosta, à Ispahan (actuel Iran). Il est l’auteur d’une encyclopédie, le Kitab al-A'laq al-Nafisah, dont il ne reste plus que la section géographique.

## Voyages et œuvre géographique
Ibn Rustah vécut entre la seconde moitié du IXe siècle et le début du Xe siècle dans la ville d'Ispahan en Perse. Il rédigea vers 903 le Kitab al-A'laq al-Nafisah, une encyclopédie générale en plusieurs volumes dont seul le septième a survécu. L'ouvrage traite de géographie, autant dans ses aspects astronomiques que descriptifs et humains.
L’information sur sa ville natale d’Ispahan est particulièrement précieuse. Il déclare qu’alors que pour d'autres pays il a dû se fier à des récits rapportés souvent acquis avec grande difficulté et sans la possibilité de vérifier leur véracité, il a eu recours, en ce qui concerne Ispahan, soit à sa propre expérience, soit aux observations ou aux rapports d’autres réputés pour leur fiabilité. On dispose ainsi d’une description des vingt districts (rostaqs) d’Ispahan contenant des détails absents des œuvres d’autres géographes. Pour ce qui concerne la ville elle-même, nous apprenons qu’elle était de forme parfaitement circulaire, avec une circonférence de la moitié d’un farsang, avec des murs défendus par cent tours et quatre portes.
Son information sur les peuples non islamiques de l’Europe et de l’Asie intérieure font de lui une source utile de ces régions (il était même au courant de l’existence des îles britanniques et de l’heptarchie anglo-saxonne en Angleterre) et pour la préhistoire des Turcs et des autres peuples de la steppe.
Il s’est rendu à Novgorod avec les Rus' (روس) et a compilé des ouvrages relatifs à ses propres voyages, ainsi que des informations rapportées sur les Khazars, les Magyars, les Bulgares et d’autres peuples.
Il a laissé une description de Novgorod, la ville des Rus' au Xe siècle : « Les Rus' vivent sur une île couverte de broussailles et de forêts épaisses dont le tour nécessite trois jours de marche… ; Ils pillent les Slaves qu’ils atteignent à l’aide de navires ; ils les emmènent au loin comme esclaves et… les vendent ; Ils n'ont aucun champ, ne vivant que de ce qu’ils obtiennent… des terres des Slaves ; Quand un fils leur naît, le père se dirige vers le nouveau-né, l’épée à la main et, la jetant à terre, il lui dit : “Je ne te lèguerai aucun bien : tu n’auras ce que tu peux te procurer avec cette arme.” »
Son impression sur les Rus' est très favorable : « Ils portent des vêtements propres et les hommes se parent de bracelets d’or. Ils traitent bien leurs esclaves qui portent également des vêtements somptueux, parce qu’ils consacrent tous leurs efforts au commerce. Ils ont beaucoup de villes. Ils ont une attitude des plus amicales envers les étrangers et les étrangers cherchant refuge. »
Il fait également le récit de funérailles à Birka.
Dans la chronique Al-Djarmi, il a dit de l’antique Croatie : « Leur chef est couronné… ; il demeure parmi les Slaves… ; il porte le titre de “chefs des chefs” et est appelé “le roi sacré”. Il est plus puissant que le “zupan” (vice-roi), qui est son adjoint… ; sa capitale s’appelle Drzvab où se tient chaque mois une foire de trois jours. »
Il a dit au sujet d’un certain roi du Caucase : « Il a prié le vendredi avec les musulmans, le samedi avec les juifs et le dimanche avec les chrétiens. “Puisque chaque religion proclame être la seule véritable et que les autres sont irrecevables”, a expliqué le roi, “j’ai décidé de mettre toutes les chances de mon côté.” »
Ayant également beaucoup voyagé en Arabie, il a été l’un des premiers explorateurs perse à décrire la ville de Sanaa :
« C'est une ville du Yémen telle qu'on ne trouve pas dans la montagne, dans le Tihama ou le dans Hijaz une ville plus grande, plus populeuse ou plus prospère, d’origine plus noble ou d’une nourriture plus délicieuse qu’elle… ; Sanaa est une ville populeuse avec de beaux logements, certains au-dessus des autres, mais la plupart d’entre eux sont décorés de plâtre, de briques brûlées, et de pierres dressées. »

## Voir également
- Ibn Fadlân
- Ibn al-Athir
- Rus'